# Nunatak Bertrab

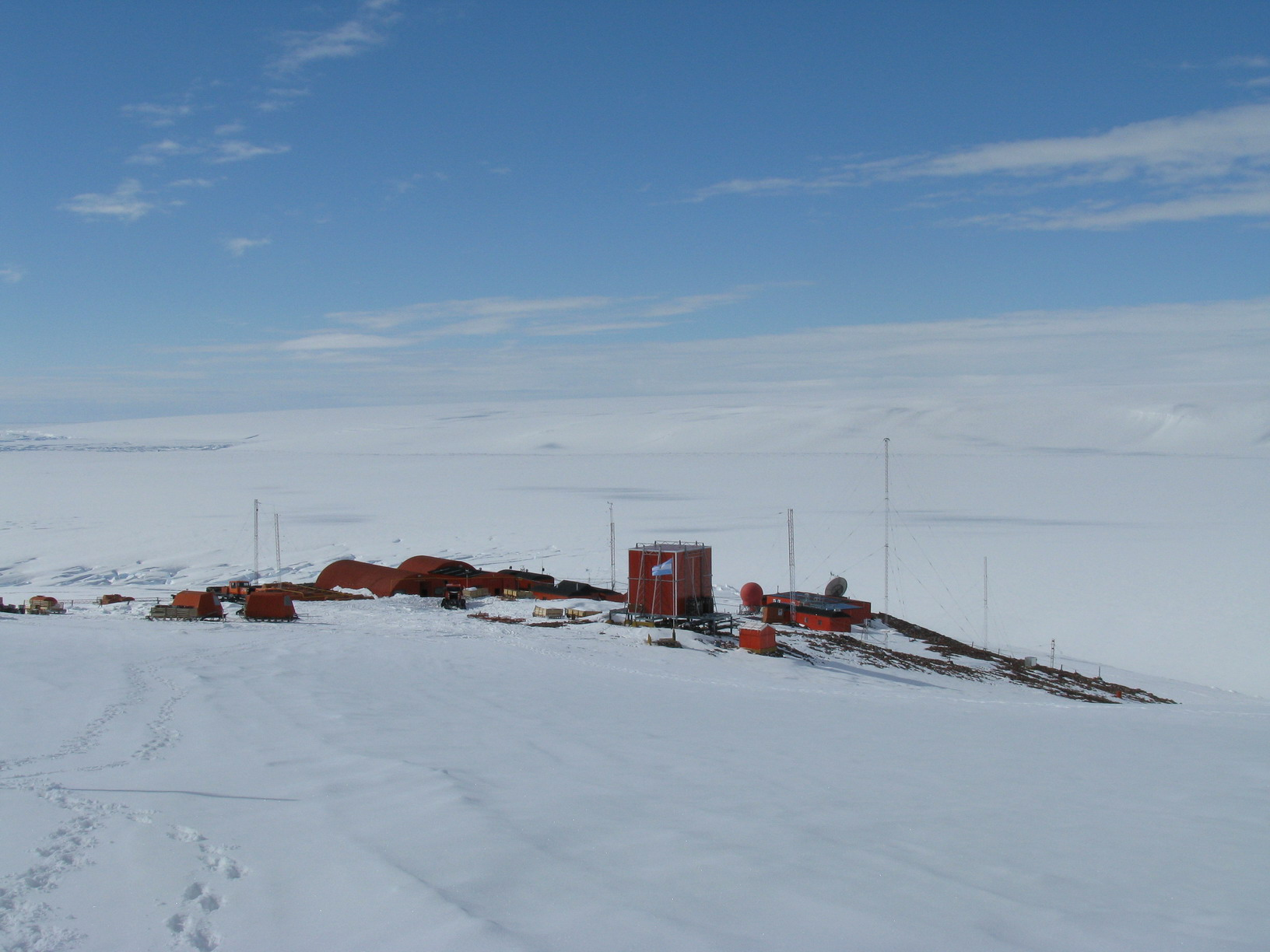
La base antártica argentina Belgrano II

El nunatak Bertrab es un nunatak situado aproximadamente 18 km al sur de la costa del mar de Weddell y a 250 m s. n. m., formado por tres salientes rocosas sobre el hielo. Sobre la mayor de estas salientes se asienta la base argentina Belgrano II.

## Historia
Fue descubierto por Wilhelm Filchner durante la segunda expedición alemana al polo sur en el año 1912. Recibió su nombre en honor al teniente general alemán Hermann von Bertrab. En 1979 se instaló en este lugar la base argentina Belgrano II.

## Geografía
El nunatak Bertrab consiste en tres salientes rocosas compuestas por tres tipos de rocas: granítica, volcánica ácida y volcánica básica. Junto a los nunataks cercanos Littlewood y Moltke constituyen los únicos afloramientos rocosos en una superficie de varios miles de kilómetros de hielos permanentes, lo que los hace particularmente importantes para el estudio de la geología de la zona.

## Flora y fauna
La vegetación del lugar consiste únicamente en líquenes y musgos. Durante el verano nidifican en el nunatak algunas especies de aves como el petrel de las tormentas y la gaviota cocinera. También se ha registrado la presencia ocasional de petreles de las nieves, petreles antárticos, skúas polares y gaviotines antárticos.